# Chrysler ME Four-Twelve
La Chrysler ME Four-Twelve, abrégé ME-412, est un concept-car américain de haute performance conçu, développé et produit par Chrysler en 2004. Le nom est une combinaison de ses caractéristiques: Mid-Engine, quatre turbocompresseurs sur un moteur V12.
Présentée par Chrysler en janvier 2004 lors du Salon international de l'automobile d'Amérique du Nord de Détroit, la ME Four-Twelve est conçue en fibre de carbone et en aluminium, et affiche un design signé Brian Nielander.
Équipée d’un V12 6,0 litres provenant de Mercedes-Benz, préparé par Chrysler et placé en position centrale arrière, elle développe 850 chevaux grâce à quatre turbocompresseurs, réalise le 0 à 100 km/h en 2,9 secondes et atteint 400 km/h. Conçue dans l'idée de concurrencer les supercars européennes, la ME Four-Twelve a pour but de « conférer une nouvelle aura de performance à la marque Chrysler ».
Malgré son potentiel, le projet de production est abandonné en raison de coûts élevés et de tensions avec Mercedes-Benz. Seuls 2 exemplaires ont été produits.

## Historique

### Contexte
Au cours de la décennie précédant la présentation de la ME-412, Chrysler opère plusieurs changements dans son design et dans sa gamme de produits. Cette stratégie, initiée par le Chrysler PT Cruiser, est poursuivie par la présentation du concept-car Chrysler Crossfire et par la suite de sa version de série.
Dans cette même stratégie, la marque réfléchit à une véritable Halo car, capable d'attirer les regards sur cette dernière et d'appuyer cette montée en gamme. Trevor Creed, directeur du design de Chrysler, déclare: « La ME Four-Twelve confère une nouvelle aura de performance à la marque Chrysler ». « Il est aérodynamiquement perfectionné et allie élégance et puissance ».

### Conception et développement
Chrysler présente le concept-car ME-412 au Salon international de l'automobile d'Amérique du Nord de 2004, à Détroit. Ce premier prototype crée la surprise, que ce soit par son design que par les performances proposées. Trevor Creed explique: "Personne n’avait eu vent de ce projet et le secret avait été bien gardé même à l’intérieur de Chrysler. Notre idée était de créer la même surprise que lorsque nous avons dévoilé l’an dernier la moto Dodge Tomahawk animée du V10 de la Viper",.
Conçue sur un châssis monocoque en fibre de carbone et en aluminium en nid d'abeille, la carrosserie en fibre de carbone est signée Brian Nielander, sous la gestion de Trevor Creed. Travaillé en soufflerie, le design reprend certains traits en vogue chez la marque et vus précédemment sur la Crossfire, notamment les stries sur le capot, les blocs optiques à fond mat, ou encore les jantes au diamètre plus large à l'arrière. Plusieurs entrées d'air sont disposées sur la carrosserie, permettant le refroidissement de la mécanique, ou l'appui aérodynamique. La voiture s'équipe de jantes à 20 pouces à l'arrière, et de 19 pouces à l'avant.
Le concept ME-412 est équipé du moteur V12 M120 Mercedes-Benz de 6 litres de cylindrée. Toutefois, il est revu par les ingénieurs de Chrysler, qui lui greffent 4 turbocompresseurs, poussant la puissance à 850 chevaux et le couple à 1 156 N m. Ainsi équipé, la voiture effectue le 0 à 100 km/h en 2,9 secondes et atteint les 400 km/h, chiffres annoncés par Chrysler,,.
Deux ME-412 ont été produites. La première, grise, est la version exposée au salon de l'automobile de Détroit en 2004, et a été conçue en moins d'un an. La seconde version, noir mat, a été développée en 4 mois par l'équipe de la division SRT, dirigée par Dan Knott. Dépourvue de l'intérieur dévoilé sur le premier concept, elle est destinée aux essais sur piste.

### Abandon de production
Initialement, la Chrysler ME-412 a été conçue et annoncée comme un véhicule produit en petite série. Plus qu'un simple exercice de style, des essais ont été menés sur piste pour mettre au point le véhicule et sa mécanique, en présence de journaux spécialistes. Dieter Zetsche, chef de la direction de Chrysler et Wolfgang Bernhard, chef des opérations, insistent sur le fait qu'une mise en production est possible : « Si l'accueil est positif, nous construirons certainement ce bébé », déclare Bernhard.
Dans le but de produire une voiture capable de rivaliser avec les supercars européennes, Zetsche déclare « Nous avons une définition très claire et précise des spécifications techniques de la voiture ». « Avec cela, nous pouvons calculer le coût de production pour 10, 100 ou 1000 unités et déterminer les prix »,.
Cependant, la voiture n'a jamais connu de mise en production, en raison de deux éléments.
Tout d'abord, une étude interne révèle qu'il aurait fallu plusieurs centaines de millions de dollars pour développer pleinement ce concept à un moment où Chrysler devait se reconstruire. Par ailleurs, la ME-412 aurait été plus puissante, développée plus rapidement et coûté plus cher que la Mercedes-Benz SLR McLaren, la marque n'ayant pas du tout apprécié cette idée,.

## Caractéristiques
Le châssis de la ME-412 est en fibre de carbone et en aluminium en nid d'abeille. Elle utilise un sous-châssis arrière en acier 4130 et des moulages en aluminium. La carrosserie est en fibre de carbone légère. Le profil bas du véhicule contribue à son aérodynamisme, tandis que de multiples prises d'air contribuant à améliorer le refroidissement. La voiture utilise des pneus 265/35ZR19 à l'avant et des pneus 335/30ZR20 à l'arrière (sur des jantes 19 et 20 pouces en aluminium, respectivement). Les freins sont des étriers à six pistons avec disques en céramique de 16 pouces à l'avant et à l'arrière.
Le moteur en aluminium V12 Mercedes-Benz M 120 de 6,0 L modifié comportait une culasse nouvellement développée, des collecteurs d'admission et d'échappement spéciaux, ainsi que des pièces internes forgées telles que les pistons et le vilebrequin pour accueillir les quatre turbocompresseurs, portant la puissance du moteur à 850 ch (634 kW). Cela en aurait fait le véhicule de production le plus puissant et le plus rapide de l'époque. La transmission à sept rapports est une transmission manuelle séquentielle automatisée à double embrayage, avec la capacité de changer de vitesse en 200 millisecondes. Chrysler annonce des performances théoriques: l'accélération revendiquée pour le 0 à 97 km/h est de 2,9 secondes et de 6,2 secondes pour le 0 à 160 km/h. Elle peut couvrir un quart de mile (402 m) en 10,6 secondes, avec une vitesse de pointe de 400 km/h.

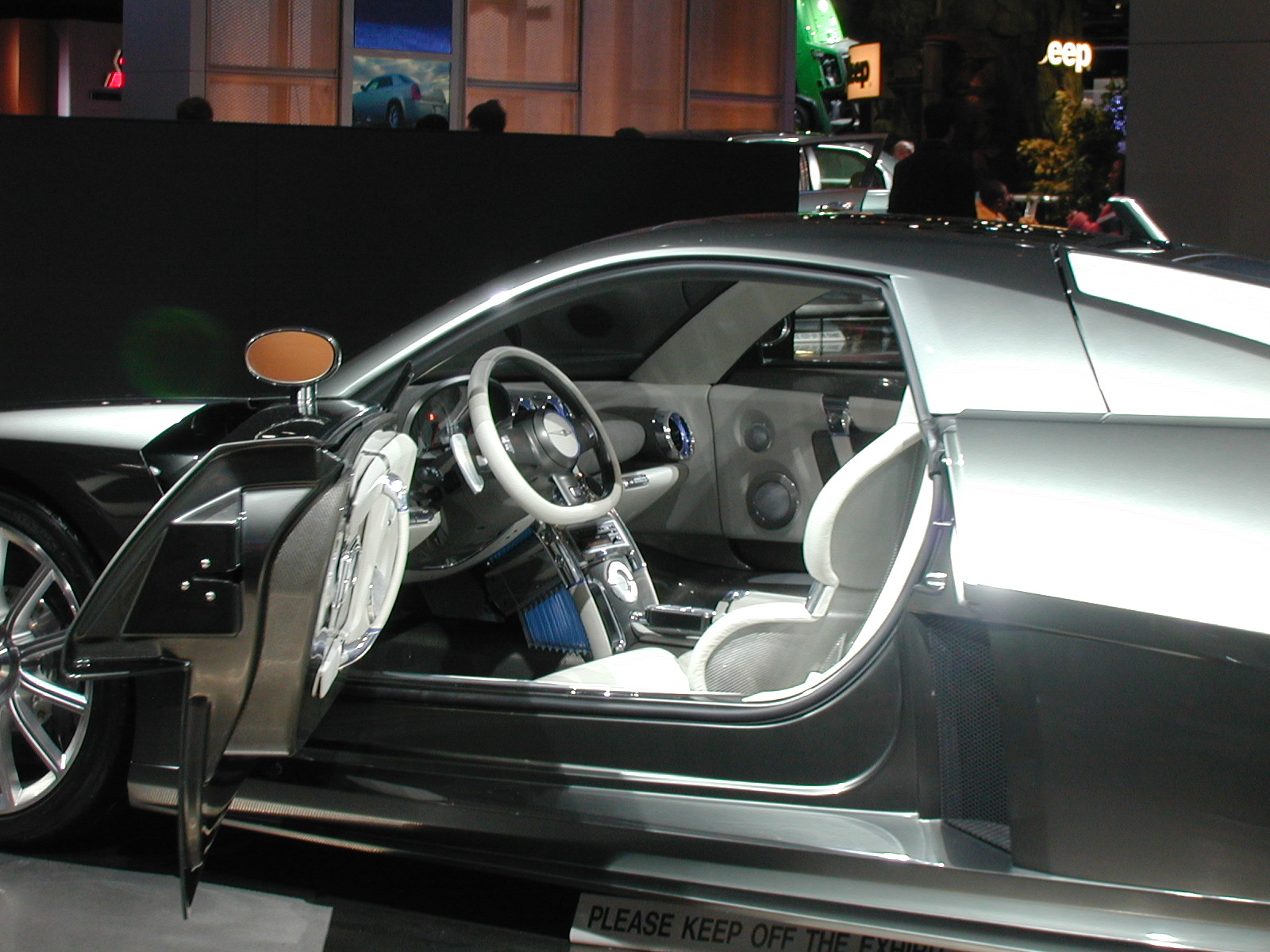
Intérieur

L'intérieur de la ME-412 comprend des sièges en cuir, un tableau de bord en fibre de carbone et une console centrale recouverte de chrome avec un volant inclinable en cuir et des jauges en bronze. Les autres caractéristiques comprennent une climatisation bizone, un système audio haut de gamme, un système de démarrage sans clé et un système de démarrage à bouton. Le toit est fait de verre.